# Tequan Richmond
Tequan Richmond (Tuh-kwon; Burlington, 30 de outubro de 1992), também conhecido no ramo musical como T-Rich, é um ator e rapper estadunidense. Famoso por seu papel como Drew Rock na série Everybody Hates Chris. Ele também  interpretou Ray Charles Jr. no drama biográfico Ray e TJ Ashford na série General Hospital.

## Biografia
Chegou em Los Angeles em 2001 e tomou conta de Hollywood. Apareceu em diversos programas de moda e comerciais, e é um dos apresentadores do canal Toon Disney. Já fez participações especiais nas séries Cold Case, ER, CSI e MadTV.
Seu pai faleceu em 2012.
Em 2003 gravou seu primeiro piloto na série The Henry Lee Project, e realizou o sonho de muitos atores. Tequan atuou em uma produção de Aaron Spelling chamada The Law and Mr. Lee como o neto de Danny Glover. Em 2004, Tequan apareceu como Ray Charles quando criança no filme Ray.
Quando não está atuando, Richmond gosta de jogar basquete, golfe, videogame, boliche e adora comer sushi.

## Filmografia

### Televisão
| Ano     | Título                         | Personagem            | Notas                                                 |
| ------- | ------------------------------ | --------------------- | ----------------------------------------------------- |
| 2002    | ER                             | Garoto                | Episódio: "Chaos Theory"                              |
| 2003    | CSI: Crime Scene Investigation | Tramelle Willis-Tombs | Episódio: "Lucky Strike"                              |
| 2003    | The Law and Mr. Lee            | Andre Lee             | CBS Piloto                                            |
| 2003    | Mad TV                         | Tyson                 | Episódio: "20 de dezembro de 2003"                    |
| 2004    | Cold Case                      | R.J. Holden           | Episódio: "The Plan"                                  |
| 2005    | The Shield                     | Lionel                | Episódio: "Bang"                                      |
| 2005    | Strong Medicine                | Shay Williams         | Episódio: "Clinical Risk"                             |
| 2005–09 | Everybody Hates Chris          | Drew Rock             | 88 episódios                                          |
| 2008    | Numb3rs                        | Bishop                | Episódio: "Checkmate"                                 |
| 2009    | Weeds                          | Adolescente           | Episódio: "Wonderful Wonderful"                       |
| 2010    | Detroit 1-8-7                  | Appleman              | Episódio: "Home Invasion/Drive-By"                    |
| 2011    | Private Practice               | Tyler                 | Episódio: "A Step Too Far"                            |
| 2011    | Love That Girl!                | Gilbert               | Episódio: "We Are Family, Part 2"                     |
| 2011    | Memphis Beat                   | Jesse                 | Episódio: "Body of Evidence"                          |
| 2012    | Mr. Box Office                 | Anthony               | Episódio: "Piloto" Episódio: "Somebody's Watching Me" |
| 2012–18 | General Hospital               | TJ Ashford            | Papel recorrente                                      |
| 2016    | Ringside                       | TC                    | Telefilme                                             |
| 2018    | All Night                      | Christian Fulner      |                                                       |
| 2018    | The Unsettling                 | Connor                |                                                       |
| 2019    | Boomerang                      | Bryson                |                                                       |

### Filmes
| Ano  | Título                           | Personagem             | Notas           |
| ---- | -------------------------------- | ---------------------- | --------------- |
| 2004 | Ray                              | Ray Charles Jr.        |                 |
| 2006 | The Celestine Prophecy           | Jogador de Basquetebol |                 |
| 2013 | Blue Caprice                     | Lee Boyd Malvo         |                 |
| 2013 | House Party: Tonight's the Night | Chris Johnson          | Direto em vídeo |
| 2017 | Nowhere, Michigan                | David                  |                 |
| 2018 | Savage Youth                     | Gabe                   |                 |
| 2018 | Thriller                         | Andre Dixon            |                 |
| 2020 | House Party 6 Let’s Get Turn Up  | Chris Johnson          |                 |

## Prêmios e indicações
| Ano  | Prêmio                    | Categoria                      | Título           | Resultado |
| ---- | ------------------------- | ------------------------------ | ---------------- | --------- |
| 2014 | Black Reel Awards         | Melhor ator coadjuvante        | Blue Caprice     | Venceu    |
| 2014 | Pan African Film Festival | Estrela em ascensão            | Blue Caprice     | Venceu    |
| 2015 | Daytime Emmy Awards       | Melhor ator em série dramática | General Hospital | Indicado  |
| 2016 | Daytime Emmy Awards       | Melhor ator em série dramática | General Hospital | Indicado  |
| 2017 | Daytime Emmy Awards       | Melhor ator em série dramática | General Hospital | Indicado  |